# Circuit automobile d'Albi (Les Planques)
Pour les articles homonymes, voir Circuit d'Albi.
Le circuit automobile d'Albi, désigné par « circuit des Planques », était un circuit automobile long de 9,226 km de forme triangulaire, à proximité d'Albi, France.

## Histoire

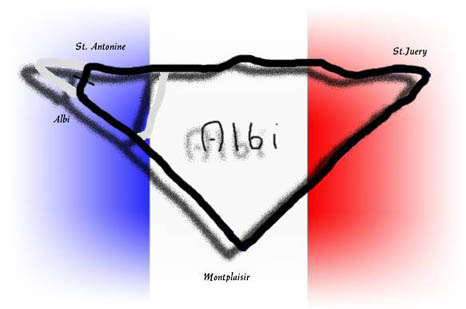
Tracé du circuit d'Albi.

Né en 1933 d'un groupe de passionnés, le circuit d'Albi les Planques deviendra rapidement un classique de la spécialité course de voiturettes. Cette épreuve est courue sur une route bosselée et étroite.
Après guerre, dès 1946, le Grand Prix d'Albi continua d'être une course de Formule 1 hors championnat.
La 13e édition voit le Grand Prix endeuillé par le décès d'un pilote moto, Dario Ambrosini. La même année, le circuit sera renommé Circuit Raymond Sommer en hommage au pilote qui, disparu l'année précédente, avait enchanté les Albigeois en 1947 en formule 2.
Après l'accident du Mans en 1955, la piste fut officiellement fermée car jugé trop dangereuse. Les courses automobiles furent transférées en 1959 sur le nouveau Circuit d'Albi construit à cet effet à l'ouest de la ville, d'abord pour des Formule 2 puis des Formule 3.

## Description

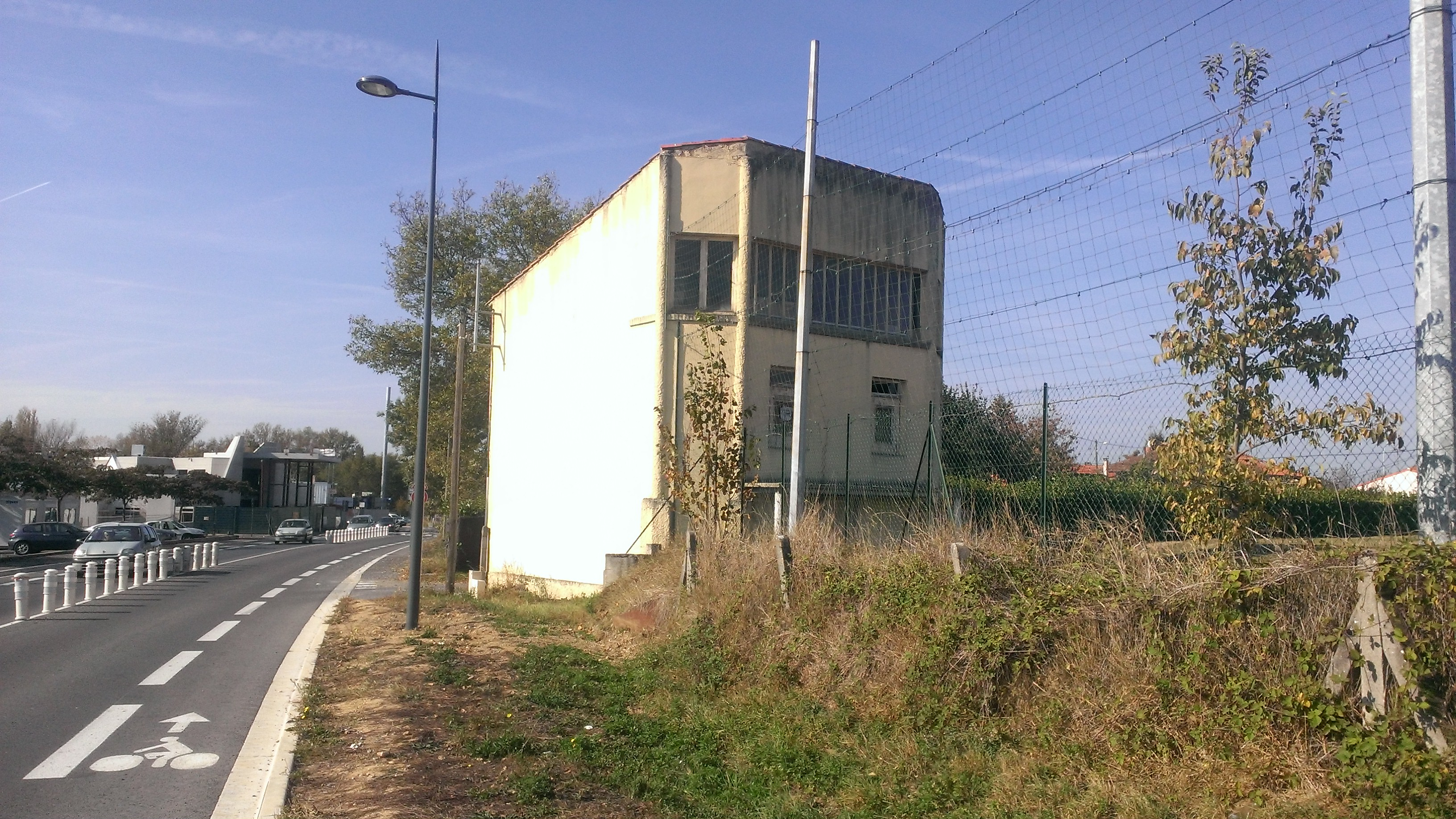
La tour de chronométrage aujourd'hui.

Le départ était donné sur le côté le plus court du triangle, au hameau Les planques, près d'Albi ; après un virage à droite, le circuit était sinueux jusqu'à Saint-Antoine et grimpait au village de Saint-Juéry où une épingle faisait tourner la piste vers le sud puis traverser une voie de chemin de fer suivi d'une bosse. Une longue ligne droite, Montplaisir, suivie d'une autre, l'actuelle route de Millau, ramenait à la ligne de départ.
En 1934, une première modification est apportée. Pour supprimer l'épingle aux Planques, une bretelle de 225 mètres est tracée au bord de laquelle seront construits, par des bénévoles, des tribunes de part et d'autre ainsi qu'un passage sous la piste qui mènera les coureurs à leurs stands. La ligne de départ y sera définitivement fixée. Au bout de la tribune (au sud de la ligne de départ) sera édifié la tour de chronométrage, seul vestige encore en place de cette époque. Cette nouvelle structure a permis l'homologation pour l'inscription du circuit au calendrier international.
Le circuit fut raccourci en 1951 pour ne faire plus que 2,991 km et se nommera circuit Raymond Sommer. Plus aucune course traversera Saint-Juéry.

## Principaux résultats
| Date            | Catégorie   | Épreuve                          | Pilote                        |
| --------------- | ----------- | -------------------------------- | ----------------------------- |
| 27 août 1933    | Réglt A-G   | 1er Grand Prix d'Albi            | Pierre Veyron                 |
| 22 juillet 1934 | Réglt A-G   | 2e Grand Prix d'Albi             | Rupert E. L. Featherstonhaugh |
| 22 juillet 1934 | Réglt A-G   | 2e Grand Prix d'Albi Voiturettes | Pierre Veyron                 |
| 14 juillet 1935 | Réglt A-G   | 3e Grand Prix d'Albi             | Pierre Veyron                 |
| 12 juillet 1936 | Réglt A-G   | 4e Grand Prix d'Albi             | Prince Bira                   |
| 11 juillet 1937 | Réglt A-G   | 5e Grand Prix d'Albi             | Raymond Mays                  |
| 10 juillet 1938 | Réglt A-G   | 6e Grand Prix d'Albi             | Luigi Villoresi               |
| 16 juillet 1939 | Réglt A-G   | 7e Grand Prix d'Albi             | John Wakefield                |
| 14 juillet 1946 | Réglt A-G   | 8e Grand Prix d'Albi             | Tazio Nuvolari                |
| 13 juillet 1947 | Formule 2   | 9e Grand Prix d'Albi             | Louis Rosier                  |
| 29 août 1948    | Réglt A-G   | 10e Grand Prix d'Albi            | Luigi Villoresi               |
| 10 juillet 1949 | Réglt A-G   | 11e Grand Prix d'Albi            | Juan Manuel Fangio            |
| 16 juillet 1950 | Hors champ. | 12e Grand Prix d'Albi            | Louis Rosier                  |
| 5 août 1951     | Hors champ. | 13e Grand Prix d'Albi            | Maurice Trintignant           |
| 1er juin 1952   | Hors champ. | 14e Grand Prix d'Albi            | Louis Rosier                  |
| 31 mai 1953     | Formule 2   | 15e Grand Prix d'Albi            | Louis Rosier                  |
| 29 mai 1955     | Hors champ. | 17e Grand Prix d'Albi            | André Simon                   |

## Galerie

Voitures ayant couru sur le circuit des Planques
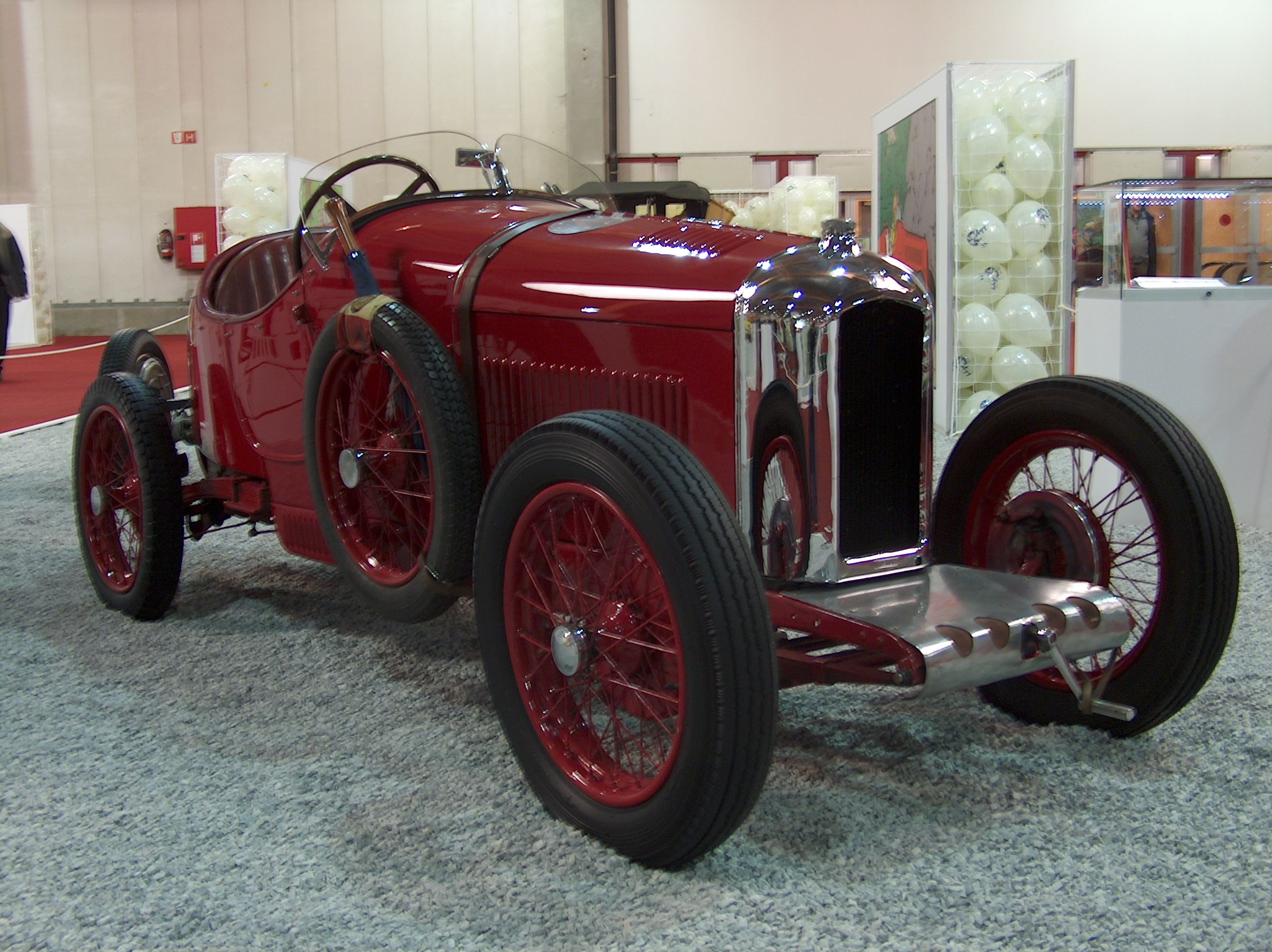
Amilcar.
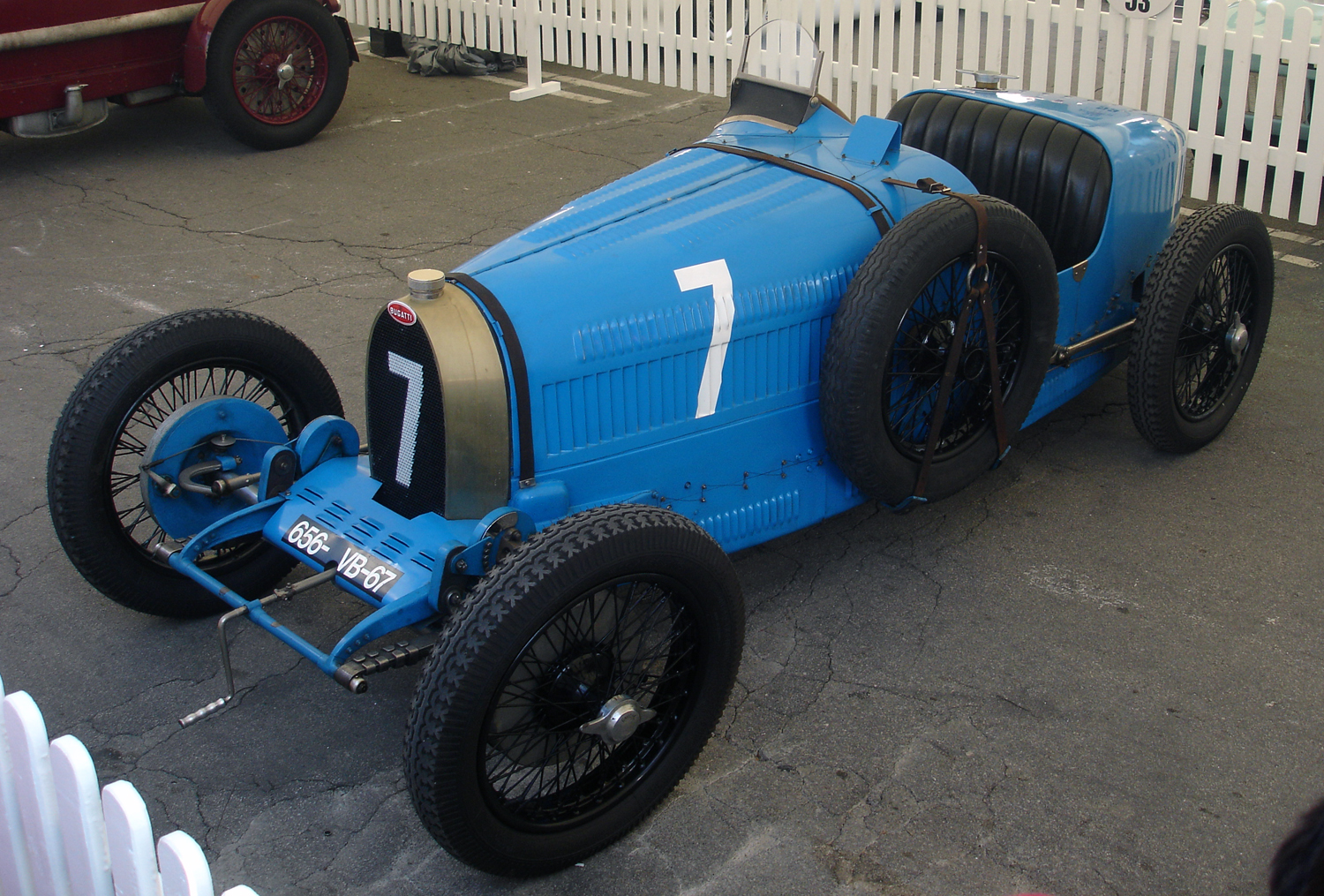
Bugatti 37.
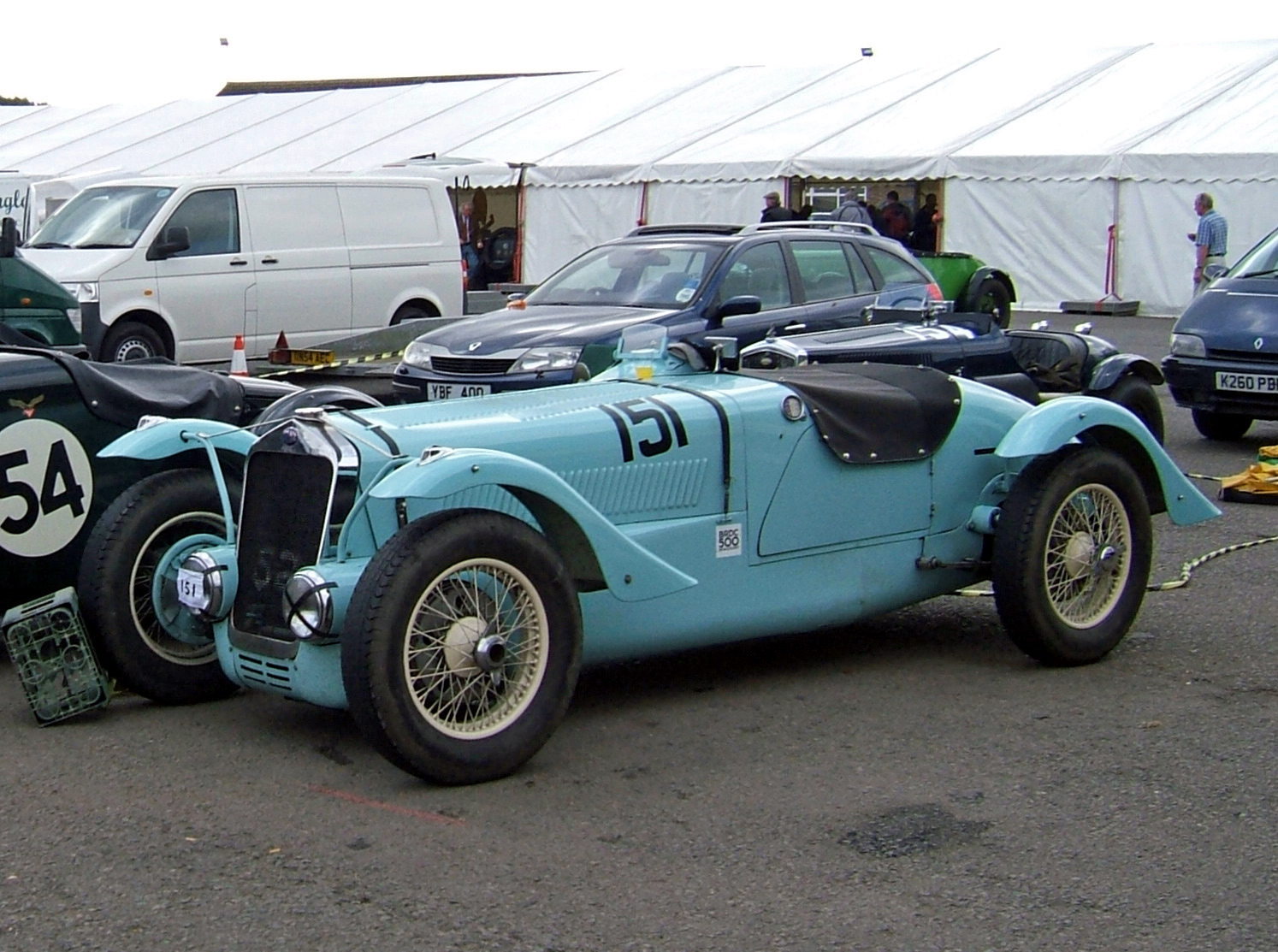
Delage D6.
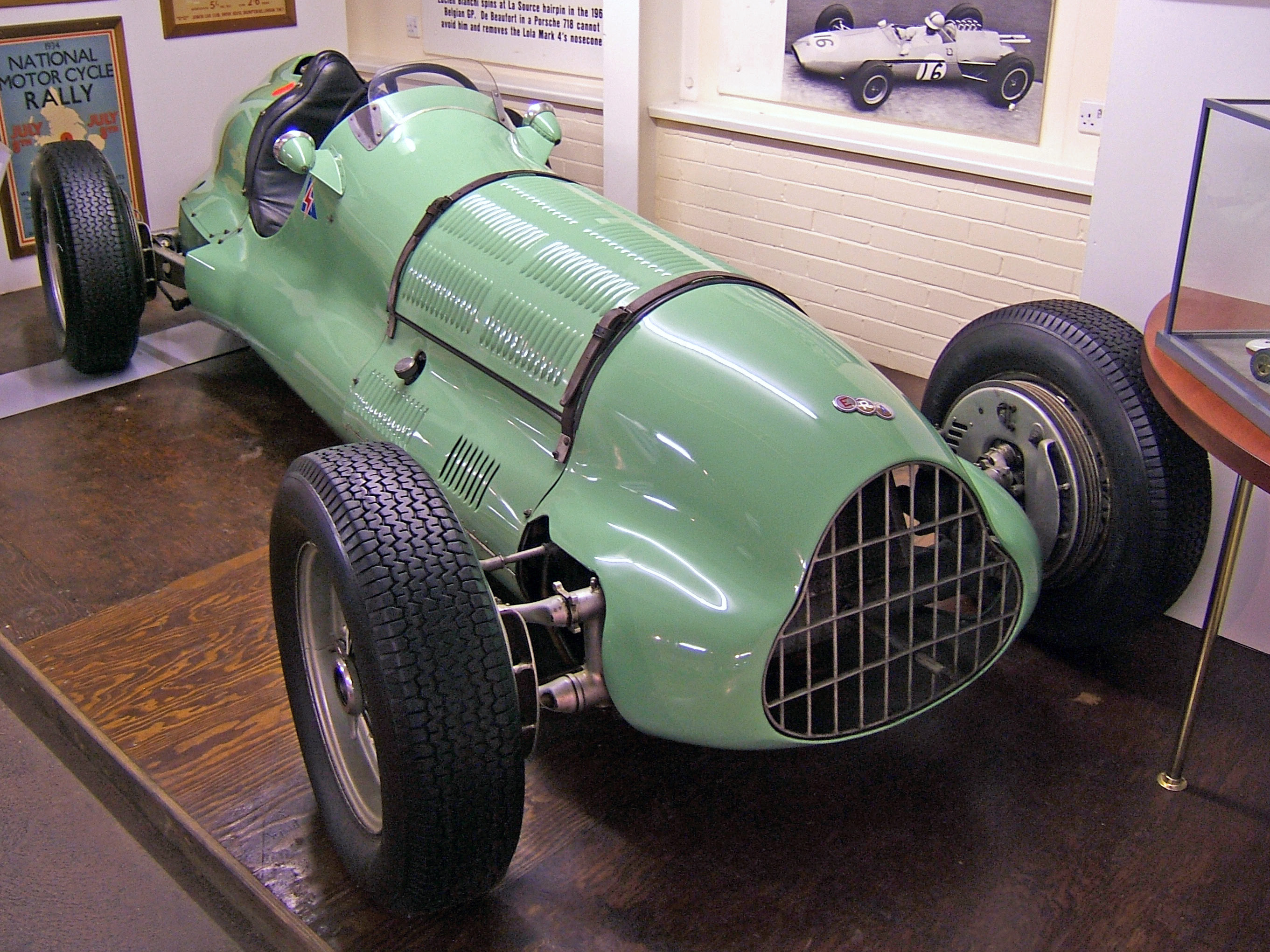
ERA.

## Autres circuits automobiles historiques
- Circuit du lac d'Aix-les-Bains
- Circuit des nations de Genève
- Circuit des Platanes de Perpignan
- Circuit automobile de Comminges à Saint Gaudens
- Circuit automobile des remparts d'Angoulême
- Circuit automobile de Cadours
- Circuit de Chimay (B)
- Circuits de Nîmes